# Wantan

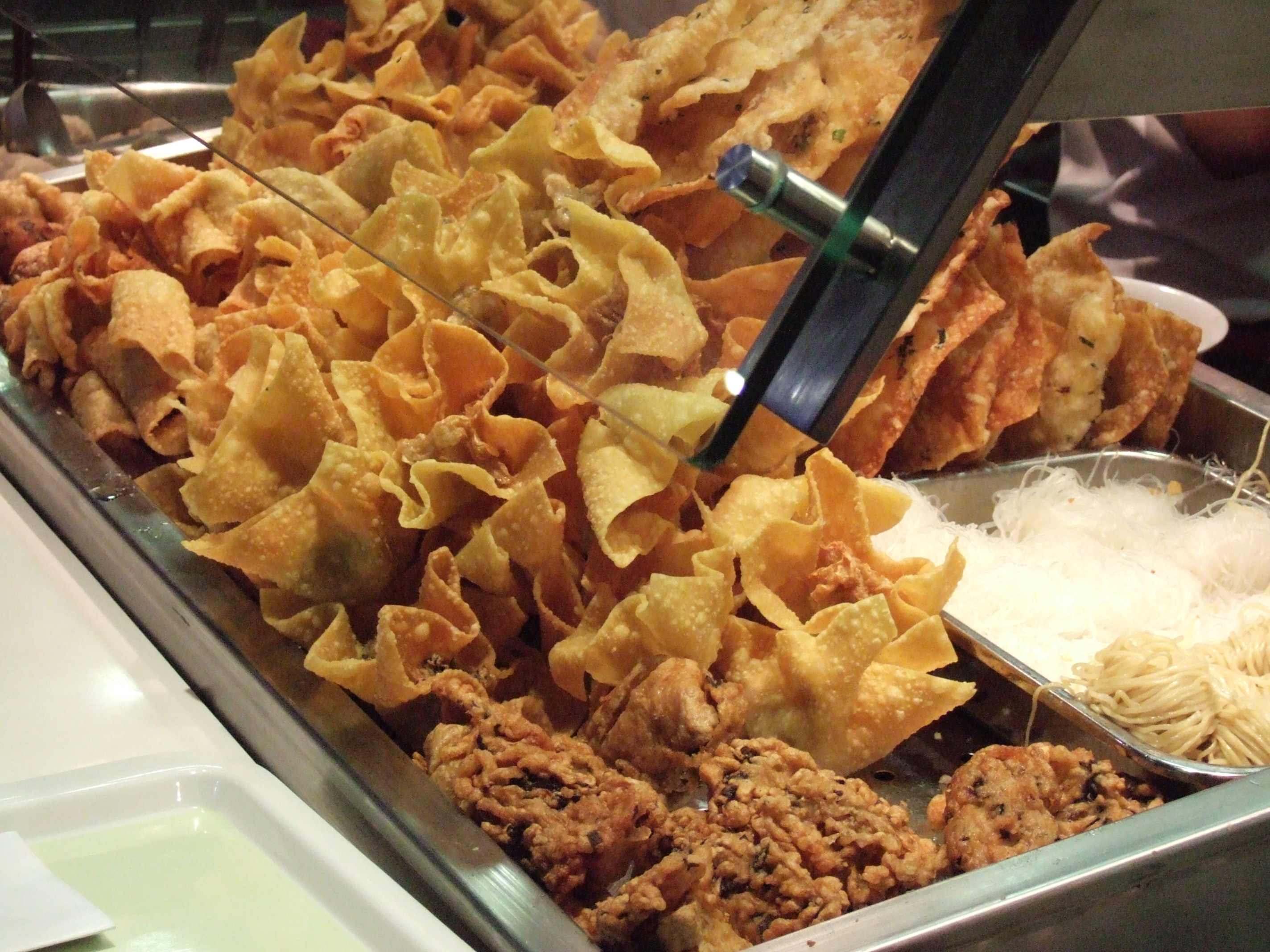
Pangsit o wonton fregit típic d'Indonèsia

El wantan, wanton o wonton (Xinès tradicional: 餛 飩) és una massa molt fina i farcida (generalment de carn picada de porc o vedella) molt comú en la gastronomia de la Xina. És consumida cuita en sopes o fregida. El wantan fregit és un entremès i guarnició molt comuna del chifa peruà, consistent en peces fregides de wantan sovint acompanyades de salsa de tamarinde.

## Etimologia
El nom wantán s'escriu en xinès com húndùn (餛飩), denominació que rep en el nord de la Xina una "pasta de forma irregular", o yúntūn (xinès tradicional 雲 吞 xinès simplificat 云吞).
Tracta d'un plat molt popular que en cantonès significa "núvols desbordants". Ambdós termes són pronunciats com /wɐn11 tʰɐn55/ ? (wantang) en cantonès. Per aquesta raó avui dia en alguns idiomes com l'anglès es denomina wonton seguint les directrius cantoneses de pronunciació "wuntun".
En Sichuan, el wantan es coneix com a "chāo shǒu" (抄手) i se serveix sovint en pasta de sèsam i salsa de pebrot chile en un plat denominat "oli de wantan roig " (红油抄手). Curiosament, els caràcters 餛飩; poden ser usats en japonès per a denominar l'udon, un tipus de fideus fi que té poques similituds amb el wantan.

## Tipus
Cada wantan està elaborat amb una massa de 10x10 centímetres, elaborada amb farina de blat, aigua, i sal. Aquesta massa s'emplena amb carn picada de porc, gambes, gingebre, cebes picades, oli de sèsam i salsa soia. Es pot dir que són equivalents als tortellini o ravioli en la cuina italiana (curiosament en xinès als tortellini i ravioli se'ls denomina de manera genèrica com "wonton italians" (意大利雲吞) o el kreplach jueu. La subtilesa de la pasta del wonton fa que al coure se semblen a mandonguilles. Altres variants de wonton són els wonton de gambes (鮮蝦雲吞) o de wonton de peix.
La variant fregida del wonton se sol servir com piscolabis o aperitiu, particularment en cuina americo-xinesa.

## Costums
Durant la celebració del Cap d'any xinès, la gent sol posar monedes de plata dins dels wontons per a desitjar bona sort.